# Чегодаев, Дмитрий Андреевич
Дми́трий Андре́евич Чегода́ев (род. 1 января 1965, Москва) — российский художник, писатель, политический и государственный деятель, чиновник ряда структур СНГ.

## Биография
Родился в Москве; сын искусствоведа Марии Чегодаевой и театрального режиссёра Ильи Барона. Родители расстались когда Дмитрию ещё не было года и он был усыновлён дедом – выдающимся советским историком Андреем Чегодаевым.
В 1988 г. — завершил художественно-графический факультет Московского полиграфического института (ныне Московский государственный университет печати). Работал художественным редактором журнала «Детская литература».
В 1990 г. избран Народным депутатом Октябрьского районного совета Москвы. Заместитель председателя Совета.
С 1991 по 1994 гг. — заместитель председателя Городского экспертного совета Москвы. Советник мэра Москвы.
В 1993 г. прослушал экономический курс при Гарвардском университете (США).
В 1998 году защитил в Международной академии наук Сан-Марино (итал. L’Accademia Internazionale delle Scienze San-Marino)  докторскую диссертацию по экономики.
С 1994 по 1999 гг. — директор валютно-финансового департамента Межгосударственного Экономического Комитета СНГ.
С 1999 по 2002 — директор департамента торгово-финансовых отношений Исполнительного комитета СНГ.
С 1994 по 2002 гг. — Исполнительный директор Межгосударственного Валютного Комитета СНГ.
Д. А. Чегодаев является одним из создателей Зоны свободной торговли СНГ, Платёжного союза и платёжной системы СНГ.
С 1990 по 1994 гг. — член Координационного Совета Общероссийского политического общественного движения «Демократическая Россия».
Почетный член Российской академии художеств (2013).
Дмитрий Чегодаев автор (иногда используя псевдоним Andrew Glen) ряда литературных произведений
Романов: И настал день после, 2015 
Раз, два, три, четыре, пять - вышел зайчик погулять, 2017 
De nomine или цена бессмертия, 2024 
Повести: Второй арап Петра Великого, 2008 
Сборника рассказов: Три истории рассказанные весной, 2025 
И документальных повестей: 
Восемь кругов рая, 2012 
Сверчок Виса, 2013